# 大衛·溫格羅
大衛·溫格羅（英語：David Wengrow，1972年7月25日—）是一名英國考古學家、倫敦大學學院考古學研究所比較考古學教授。他與人合著的國際暢銷書《萬事揭曉：打破文明演進的神話，開啟自由曙光的全新人類史》曾於2022年入圍奧威爾獎。溫格羅曾為《衛報》和《紐約時報》撰寫關於社會不平等和氣候變化等主題的文章。2021年，他在《藝術觀察》的藝術界最具影響力人物Power 100名單中排名第10。

## 教育
溫格羅於1993年就讀牛津大學，取得考古學與人類學學士學位。1998年，他取得世界考古學碩士學位，之後在羅傑·莫瑞的指導下攻讀哲學博士學位，並於2001年畢業。安德魯·謝拉特是溫格羅在牛津大學期間受影響最深的人。

## 學術生涯
2001年至2004年間，溫格羅在瓦爾堡研究所擔任亨利·法蘭克福研究員，並在牛津大學基督堂學院擔任初級研究員。2004年，他被任命為倫敦大學學院考古學研究所講師，2011年，他被任命為比較考古學教授（該職位之前由彼得·烏科擔任）。溫格羅曾在非洲和中東進行考古發掘，最近一次是在伊拉克庫德斯坦的蘇萊曼尼亞博物館。他著有三本書和許多學術文章，主題包括文字的起源、古代藝術、新石器時代社會，以及埃及和美索不達米亞最早國家的出現。2020年，溫格羅與人類學家大衛·格雷伯共同完成了一本關於不平等歷史的書籍，格雷伯則於三週後去世。《萬事揭曉：打破文明演進的神話，開啟自由曙光的全新人類史》於2021年秋天出版。

## 榮譽
溫格羅是古物獎（Antiquity Prize）的得主，曾發表羅斯托夫策夫講座（紐約大學）、傑克·古迪講座（馬克斯普朗克研究所）、亨利·邁爾斯雙年講座（英國皇家人類學學會）、拉德克利夫-布朗社會人類學講座（英國學院），以及小西格蒙德·H·丹齊格人文科學紀念講座（芝加哥大學）。他曾擔任紐約大學美術學院梅隆研究計畫的外部協調人，並曾在奧克蘭大學擔任傑出訪客。2023年，溫格羅獲科隆大學頒發阿爾貝都斯·馬格努斯教授席，這是該大學的最高學術榮譽之一，之前的獲獎人包括邁克爾·托馬塞洛、布魯諾·拉圖爾和朱迪斯·巴特勒等知名科學家和研究人員。

## 外部連結
- Wengrow's articles at UCL （页面存档备份，存于）